# Uridina
La Uridina és un nucleòsid i un dels quatre components bàsics de l'ARN, que es forma quan l'uracil s'enllaça amb un anell pentagonal de ribosa (conegut com a ribofuranosa) via un enllaç de glucòsid β-N1.
Si l'uracil s'enllaça amb un anell de desoxirribosa rep el nom de desoxiuridina.
La uridina té un paper en la glucòlisi de la galactosa No hi ha un procés catabòlic que metabolitzi la galactosa. Per tant, la galactosa es converteix en glucosa i es metabolitza en la via comuna de la glucosa. En el procés intervé l'enzim galactosa-1-fosfat uridil transferasa